# Équipe de Lettonie masculine de volley-ball
L'équipe de Lettonie de volley-ball est composée des meilleurs joueurs lettons sélectionnés par la Fédération Lettone de Volley-Ball (Latvijas Volejbola Federācija, LVF). Elle est actuellement classée 55e par la Fédération Internationale de Volleyball au 15 janvier 2010.

## Sélection actuelle
Sélection pour les Qualifications aux championnats d'Europe de 2011.

Entraîneur : Raimonds Vilde  ; entraîneur-adjoint : Ugis Krastins 

## Palmarès et parcours

### Parcours

#### Championnat d'Europe
| - 1948 : non participant - 1950 : non participant - 1951 : non participant - 1955 : non participant - 1958 : non participant - 1963 : non participant - 1967 : non participant - 1971 : non participant - 1975 : non participant - 1977 : non participant - 1979 : non participant |  | - 1981 : non participant - 1983 : non participant - 1985 : non participant - 1987 : non participant - 1989 : non participant - 1991 : non participant - 1993 : non participant - 1995 : 9e - 1997 : non participant - 1999 : non participant - 2001 : non participant |  | - 2003 : non participant - 2005 : non participant - 2007 : non participant - 2009 : non participant - 2011 : non participant - 2013 : non participant - 2015 : non participant - 2017 : non participant - 2019 : non participant |

#### Ligue européenne
| - 2004 : non participant - 2005 : non participant - 2006 : non participant - 2007 : 10e - 2008 : non participant - 2009 : non participant - 2010 : non participant - 2010 : non participant - 2011 : non participant - 2012 : non participant - 2013 : non participant - 2014 : non participant - 2016 : non participant - 2017 : non participant - 2018 : 15e - 2019 : 4e |